# 糸ヶ浜

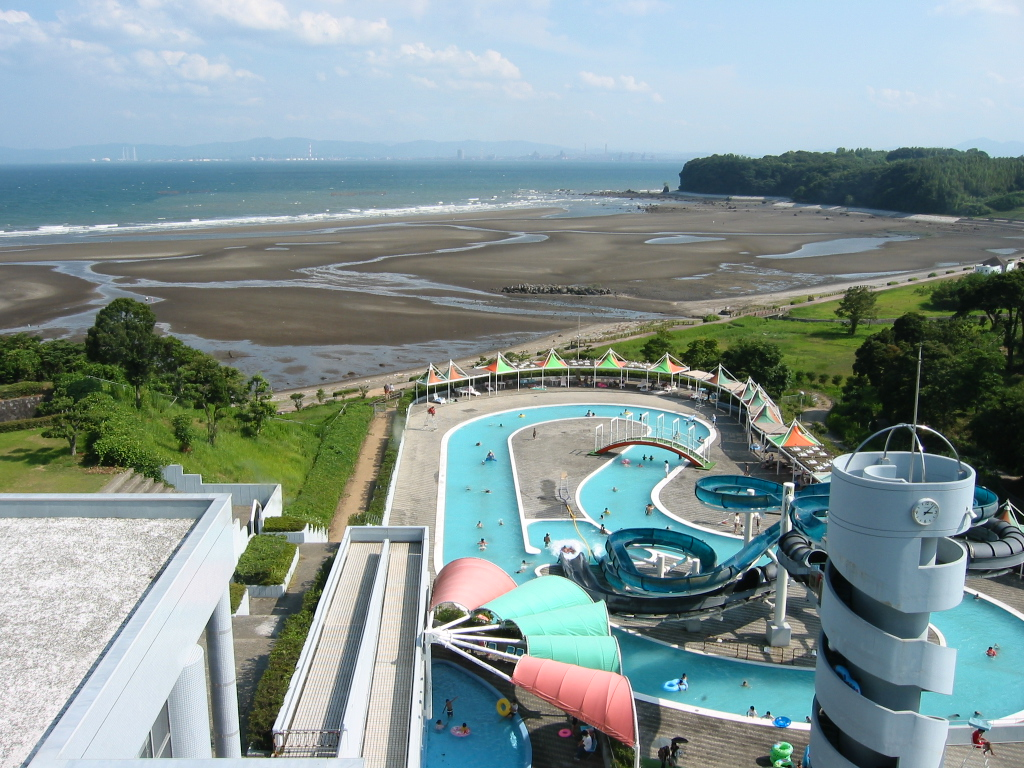
スパ&リゾート ホテルソラージュ大分日出（旧・大分厚生年金休暇センター）のプールと糸ヶ浜海浜公園の海岸を望む（遠方に見えるのは大分臨海工業地帯)

糸ヶ浜（いとがはま）は、大分県速見郡日出町大神にある海岸。

## 概要
大分県北東部にある国東半島の南側の付け根に位置し、別府湾に面した遠浅の海岸である。長さ約1km、幅約400m。大分市、別府市方面からの交通の便もよいことから、大分県を代表する海水浴場のひとつとして広く知られている。海水浴場の開設期間は、例年、7月1日 - 8月31日。
海岸の背後地には、糸ヶ浜海浜公園として、ログキャビン、キャンプ場、売店・管理棟、野外ステージ、運動場（野球場2面）、テニスコート（4面）が整備されている。また、海岸の北側には、スパ&リゾート ホテルソラージュ大分日出もあり、リゾート施設としての設備が充実している。
夏季には、ビーチフェスタとして、ビーチバレーボール大会などが行われる。

## 交通
- JR九州日豊本線日出駅から車で約10分
- 大分自動車道、宇佐別府道路、日出バイパス速見ICから車で約25分